# 大贝莎
大贝莎（或译为 大贝尔塔）是第一次世界大战期间德国使用的一种420毫米超重型榴弹炮，由克虏伯公司设计和制造。总共生产了十门。

## 历史

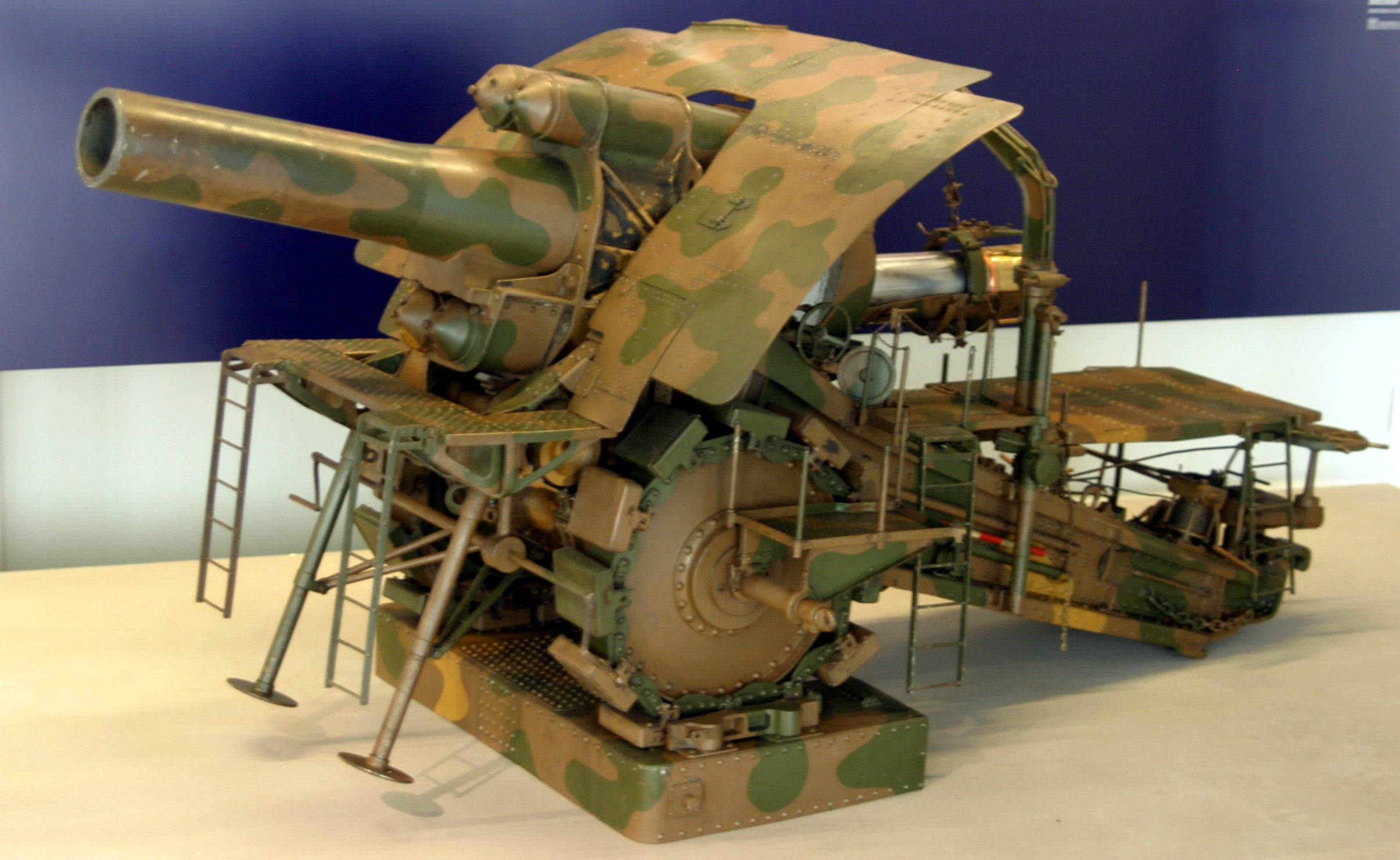
巴黎军事博物馆展出的“大贝莎”模型

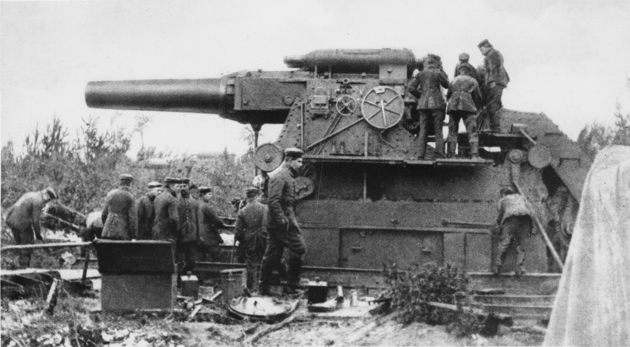
Gamma重炮是“大贝莎”的前身

受1905年旅顺口之战中，日军攻破俄军旅顺口要塞的影响，德军总参谋部意识到，重型火炮对于进攻要塞来说是一种必不可少的武器，于是德军开始谋求一种用于攻克堡垒的武器。德军将这一重任交给了阿尔弗雷德·克虏伯之子菲利茨·克虏伯，经过菲利茨和其他设计师与工程师的努力，终于一种名“Gamma”口径为420毫米的重型榴弹炮被制造出来，但是这门炮过于笨重，运输必须拆开来用火车运输，在到达阵地前要重新组装，非常麻烦。之后，经过改进，一种便于通过公路机动版本的“大贝莎”（Dicke Bertha）被研制出来。 “大贝莎”则是以古斯塔夫·克虏伯的妻子伯莎命名的。 

## 实战
1914年8月3日，德国对比利时宣战，8月5日当德军5个师攻击列日要塞东端的堡垒时，德军士兵虽付出了巨大的伤亡代价，但是堡垒依旧未被攻克。8月12日，德军将“大贝莎”运到阵地，经过一轮轮炮击，堡垒最终被摧毁。 
1916年的凡尔登战役中，德军也曾派出4门“大贝莎”参战，但是依然没能扭转战局，此役之后，因为协约国火炮的射程已大大增加，“大贝莎”的使用变得很危险，所以德军将所有“大贝莎”撤下不再使用，直到战争结束。